# Ängslada
För andra betydelser, se lada.

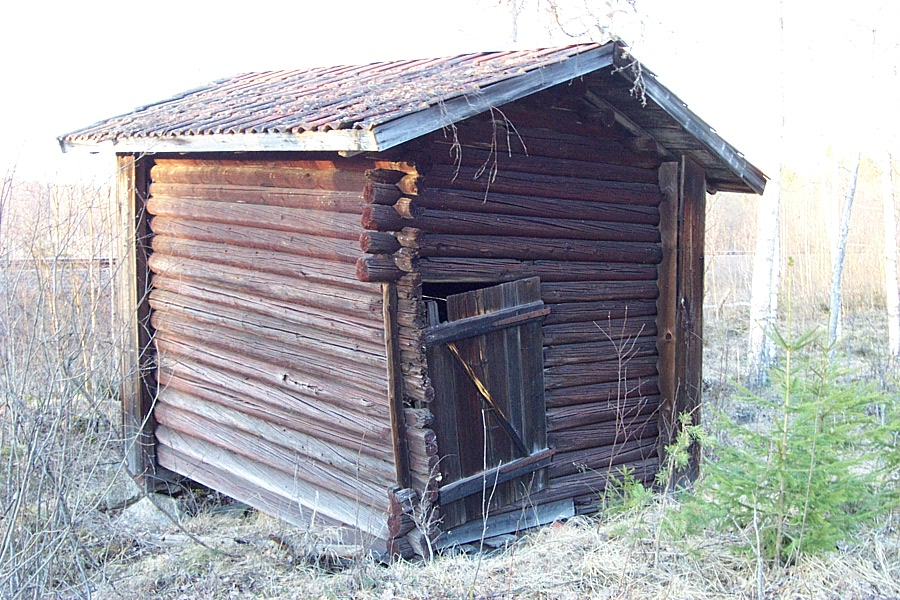
En enkel rundtimmerlada i Björbo. Genom att placera dörren vid ena sidan, sparade man arbetet med att göra dessa knutar.

Ängslada, eller vanligen endast lada, är en enkel byggnad för lagring av hö.
Ängslador är mycket vanliga i norra Svealand och Norrland, och återfinns ofta vid ängar belägna på större avstånd från gården. I ladan stuvades det torra höet in under sommaren, och kunde sedan lättare köras hem på vinterföret.
Ladan är vanligen glest timrad vanligen utan långdrag och med enkla rännknutar. Den har golv. Det är också vanligt att byggnader som tidigare stått hemma på gården, men blivit uttjänta där, flyttats iväg och nyttjas som lador. Det kan vara till exempel gamla härbren, trösklador eller stall. I delar av Norrland är det vanligt med lador vars väggar sluttar inåt, så att syllvarvet är betydligt mindre än röstmodern (sista fullånga stocken på gaveln).
En lada utan väggar benämns hjälm. Den är byggd med stolpar i hörnen och ett skyddande tak. De används ofta för att förvara hö och foder i ute på fälten.

## Andra typer av lador
I andra delar av Sverige och i andra länder kan ordet lada syfta på olika typer av ekonomibyggnader på ett jordbruk. I södra Sverige (särskilt på kringbyggda gårdar) är ladugården (djurstallet) och ladan (med lagret av olika grödor) ofta endast olika delar av samma byggnad. Även trösklogen kan vara del av samma byggnadskomplex.